# 756
756 (DCCLVI) var ett skottår som började en torsdag i den julianska kalendern.

## Händelser

### Okänt datum
- Kyrkostaten skapas.
- Abd ar-Rahman I blir emir av Córdoba.

## Födda
- Hyegong, kung av Silla.
- Li Yijian, kinesisk kansler.

## Avlidna
- Aistulf, kung över langobarderna.
- Cuthred, kung av Wessex.
- Forggus mac Cellaig, kung av Uí Briúin.
- Kormisosh, khan av första bulgariska riket.
- Shomu, kejsare av Japan.
- Yang Guifei, inflytelserik kinesisk konkubin.